# 宋驥
宋驥（1443年—？），字德遠，直隸廬州府舒城縣人，民籍。明朝政治人物。進士出身。

## 生平
成化四年（1468年）戊子科應天府鄉試第一百二十四名舉人。成化五年（1469年）乙丑科會試聯捷第一百七名，殿試登進士第三甲第四十名。

## 家族
曾祖父宋朝卿，曾任縣丞。祖父宋有廷。父亲宋玉，曾任縣主簿。